# 太平河 (潮河)
太平河，山东省河流，潮河支流。

## 流域
太平河，全长40千米，由潮河入渤海。